# 卡尔-海因茨·图恩
卡尔-海因茨·图恩（德語：Karl-Heinz Thun，1937年4月29日—1993年6月15日），德国男子帆船运动员。他曾代表东德参加1968年和1972年夏季奥林匹克运动会帆船比赛，获得一枚银牌和一枚铜牌。